# 大花老鹳草
大花老鹳草（学名：Geranium himalayense）为牻牛儿苗科老鹳草属的植物。分布在塔吉克斯坦、印度、尼泊尔、伊朗、阿富汗、巴勒斯坦以及中国大陆的西藏等地，生长于海拔3,700米至4,400米的地区，多生于高山地带，目前尚未由人工引种栽培。

## 异名
- Geranium grandiflorum Edgew.
- Geranium meeboldii Briq.